# Jacht

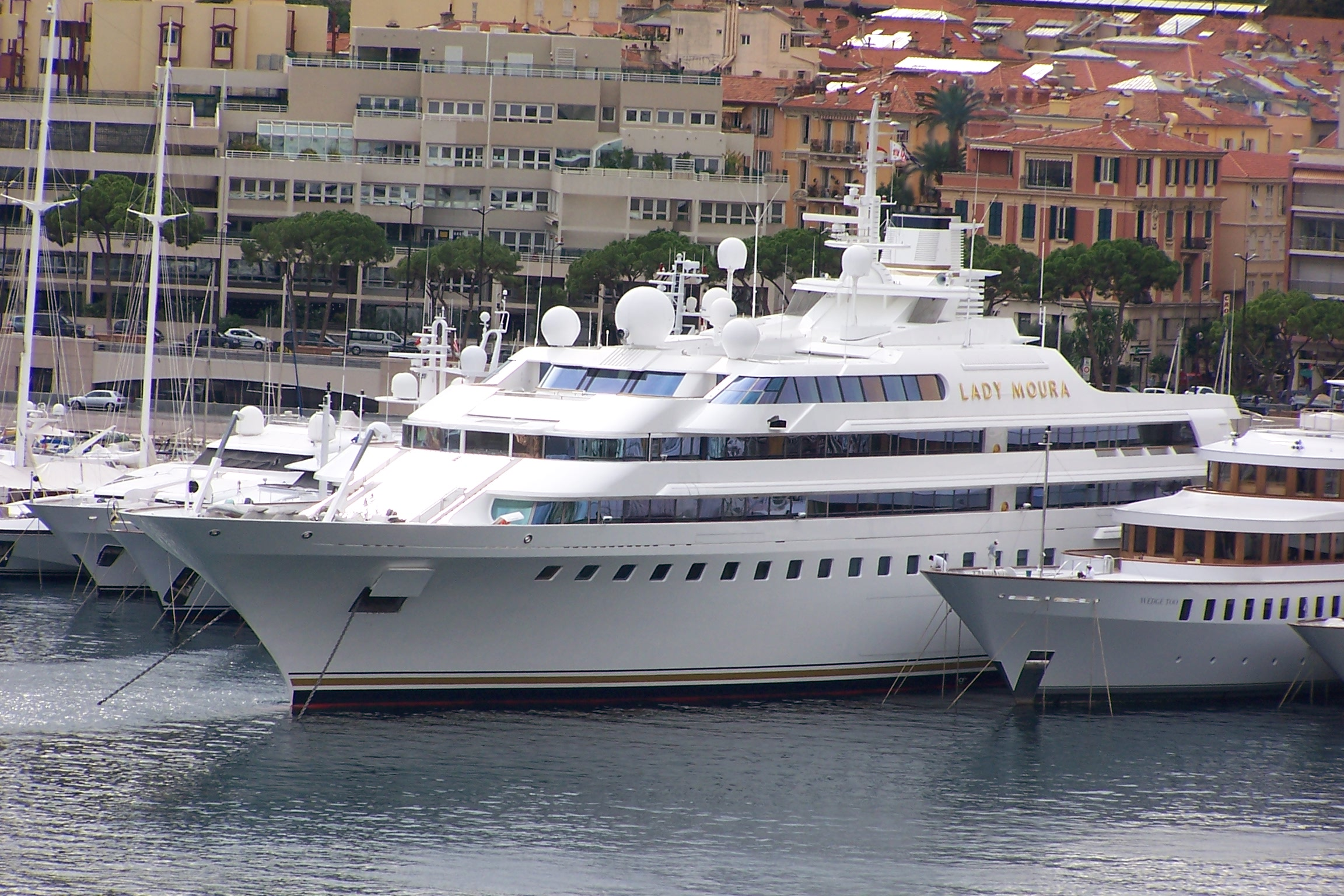
A Lady Moura nevű luxusjacht egy kikötőben

A jacht szabadidős célokat szolgáló hajó. A 16. században a holland haditengerészet nevezte – korabeli helyesírással – jaghtnak (vadásznak) a kalózok és csempészek üldözésére alkalmas gyors, kisméretű hajókat. A szó jelentése azóta megváltozott. 
Két meghatározó fajtája van: motoros, illetve vitorlás jacht. A jachtokat az egyéb hajóktól az különbözteti meg, hogy tisztán szabadidő eltöltésére használják őket. Egészen a gőzhajó megjelenéséig nem volt igény arra, hogy a hajók luxuscikkek legyenek, így a jacht szó egészen a 20. század elejéig minden, szabadidő eltöltésére alkalmas hajót jelenthetett. Napjainkban a luxus egyre nagyobb térnyerése következtében csak az exkluzív, magas árkategóriájú, általában személyzettel ellátott hajókat foglalja magába.
A jachtok hossza 40 lábtól (13 méter) egészen néhány száz lábig terjed. Azokat a luxushajókat, melyek 40 lábnál kisebbek, általában nem nevezik jachtnak. A „megajacht” szót általában száz láb feletti hajókra használják, a „szuperjacht” szó pedig 200 lábnál is nagyobb hajókat takar.

## Lásd még
- Hajó
- Monaco
- Jachtkikötő